# Кристаллическая структура

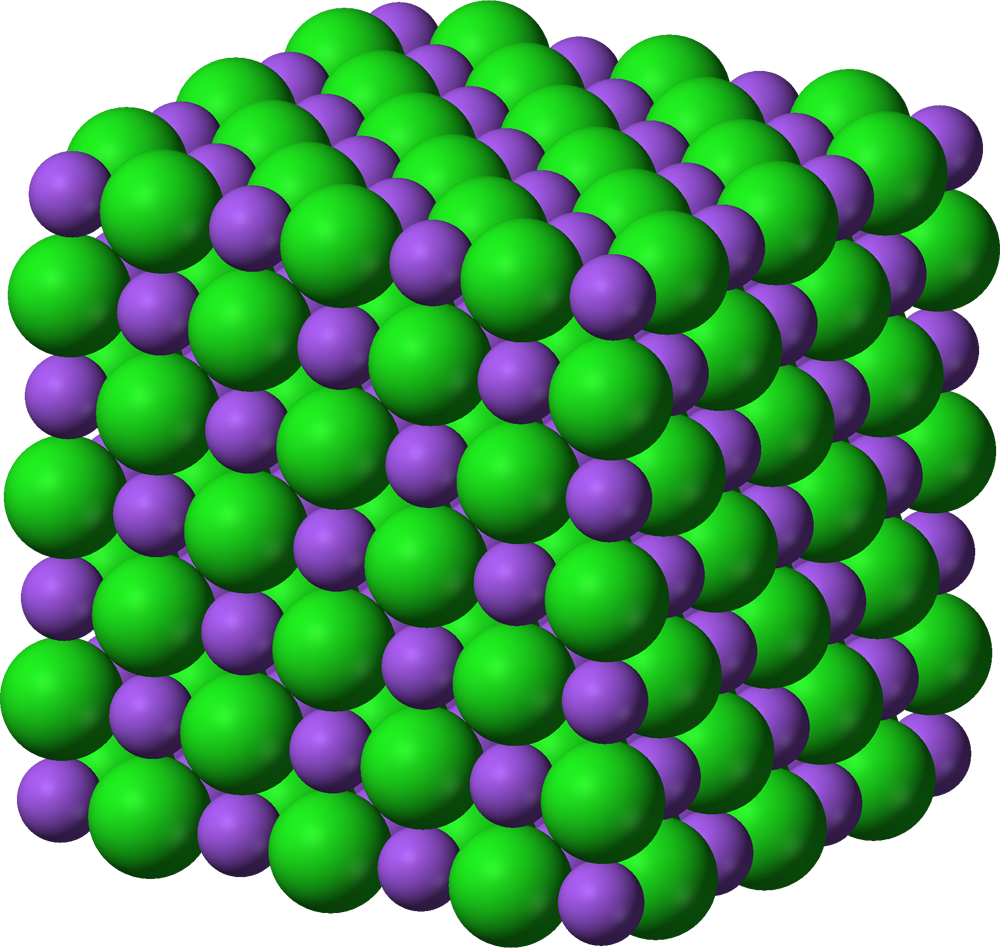
Кристаллическая структура хлорида натрия

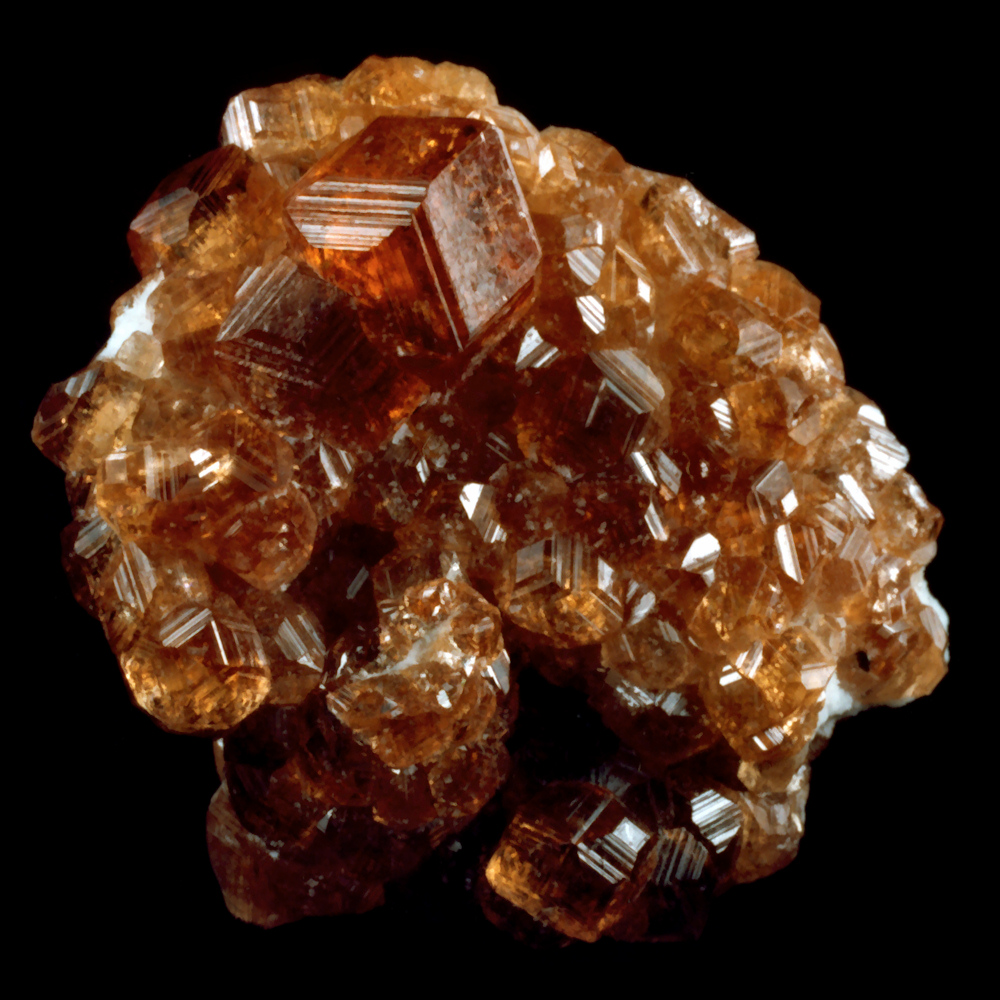
Гранат имеет кристаллическую структуру ромба и додекаэдра

Кристалли́ческая структу́ра — такая совокупность атомов, в которой с каждой точкой кристаллической решётки связана определённая группа атомов, называемая мотивной единицей, причём все такие группы одинаковые по составу, строению и ориентации относительно решётки. Можно считать, что структура возникает в результате синтеза решётки и мотивной единицы, в результате размножения мотивной единицы группой трансляции.
В простейшем случае мотивная единица состоит из одного атома, например в кристаллах меди или железа. Возникающая на основе такой мотивной единицы структура геометрически весьма сходна с решёткой, но все же отличается тем, что составлена атомами, а не точками. Часто это обстоятельство не учитывают, и термины «кристаллическая решётка» и «кристаллическая структура» для таких кристаллов употребляются как синонимы, что нестрого. В тех случаях, когда мотивная единица более сложна по составу — состоит из двух или большего числа атомов, геометрического сходства решётки и структуры нет, и смешение этих понятий приводит к ошибкам. Так, например, структура магния или алмаза не совпадает геометрически с решёткой: в этих структурах мотивные единицы состоят из двух атомов.
Основными параметрами, характеризующими кристаллическую структуру, некоторые из которых взаимосвязаны, являются следующие:
- тип кристаллической решётки (сингония, решётка Браве);
- число формульных единиц, приходящихся на элементарную ячейку;
- пространственная группа;
- параметры элементарной ячейки (линейные размеры и углы);
- координаты атомов в ячейке;
- координационные числа всех атомов.

Факторы, влияющие на кристаллическую структуру : размерный фактор, зависящий от типа структурных блоков (отдельные ионы, индивидуальные молекулы, молекулярные ионы, бесконечные упорядоченные структуры), виды взаимодействия между структурными блоками (ионные, ковалентные, межмолекулярные взаимодействия, и т.п.), внутримолекулярные.

## Структурный тип
Кристаллические структуры, обладающие одинаковой пространственной группой и одинаковым размещением атомов по кристаллохимическим позициям (орбитам), объединяют в структурные типы.
Наиболее известны структурные типы меди, магния, α-железа, алмаза (простые вещества), хлорида натрия, сфалерита, вюрцита, хлорида цезия, флюорита (бинарные соединения), перовскита, шпинели (тройные соединения).